# Frida Hockauf
Frida Hockauf, geborene Kloß, (* 24. September 1903 in Reichenau; † 30. Januar 1974 in Zittau) war eine deutsche Weberin, die in der DDR aufgrund von Planübererfüllung medienwirksam zum Symbol eines erfolgreichen Arbeiter-und-Bauern-Staats stilisiert wurde.
Als Mitarbeiterin des VEB „Mechanische Weberei Zittau“, des größten Webereibetriebs der DDR, wurde sie bekannt durch ihre Selbstverpflichtung, von September 1953 bis Jahresende über 45 laufende Meter Stoff über ihren normalen Plananteil hinaus zu produzieren.
Bei der in der DDR vielzitierten Losung „So wie wir heute arbeiten, werden wir morgen leben“ konnte im Nachhinein nicht eindeutig geklärt werden, ob sie von Hockauf selbst kam oder ihr nur vorgegeben wurde.

## Leben
Frida Kloß wuchs mit neun Geschwistern in einer Oberlausitzer Weberfamilie in der Stadt Reichenau auf. Nach der Volksschule arbeitete sie zunächst als Dienstmädchen und ab 1921 als Weberin in Zittau. 1922 trat sie der SPD und dem Textilarbeiterverband bei.

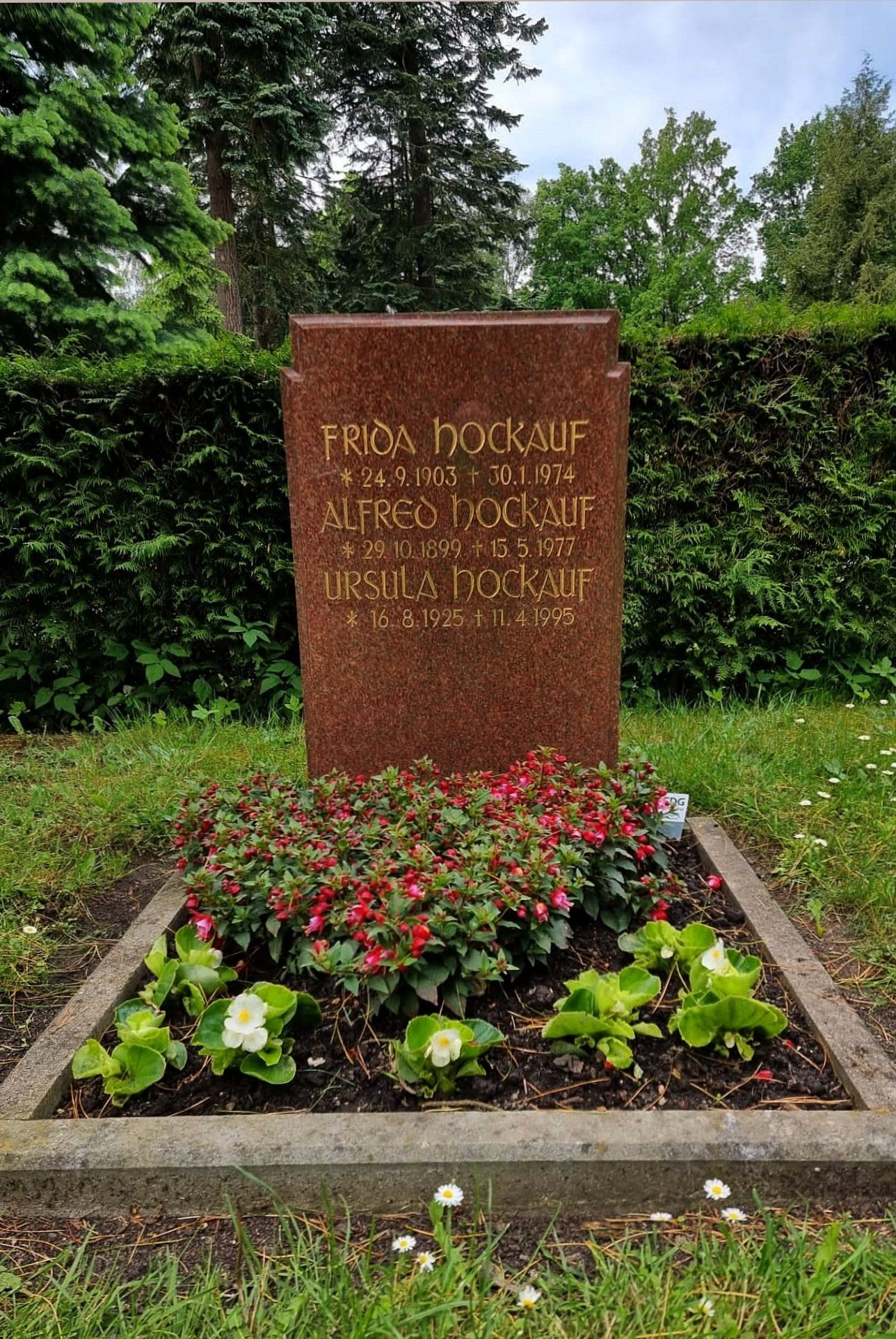
Grabstätte

Zwischen 1929 und 1935 waren Frida Hockauf und ihr Mann Alfred, der ebenfalls Weber war und der SPD angehörte, arbeitslos und die Familie lebte von der Fürsorge. In der Zeit des Nationalsozialismus wurde ihr Mann wegen illegaler sozialdemokratischer Aktivitäten inhaftiert.
Von 1945 bis 1951 arbeitete sie beim Sozialamt der Stadt Zittau und wechselte dann als Weberin in den VEB Mechanische Weberei Zittau zurück. Ihr Mann arbeitete später bei der Kriminalpolizei.
Frida Hockauf wurde 1946 Mitglied der SED, nach ihrer medienwirksamen Planübererfüllung war sie von 1954 bis 1963 Volkskammerabgeordnete.
1963 ging Hockauf, die seit 1955 nicht mehr als Weberin, sondern als Sachbearbeiterin und Beauftragte für den sozialistischen Wettbewerb im selben Betrieb tätig war, in Rente. Ihre Tochter Ursula studierte Pädagogik an der Lomonossow-Universität in Moskau.
Frida Hockauf ist im Urnenhain des städtischen Krematoriums Zittau bestattet; die genaue Lage der Grabstätte wird auf Wunsch der Familie von der Friedhofsverwaltung nicht mehr bekanntgegeben.

## Planübererfüllung und Reaktionen
Nach dem Arbeiteraufstand vom 17. Juni 1953 suchte die SED-Führung nach geeigneten Arbeitern als Vorbildobjekte, um die Überbietung der Normen und den sozialistischen Wettbewerb wieder in Gang zu bringen.
Frida Hockauf verpflichtete sich auf einer Gewerkschaftsaktivtagung der Mechanischen Weberei Zittau am 29. September 1953 im Oktober 10 Meter, im November 15 Meter und im Dezember 20 Meter Stoff bester Qualität über ihren persönlichen Plananteil hinaus zu weben. In einem von ihr unterzeichneten Aufruf des Tages hieß es: „So wie wir Werktätigen heute arbeiten, wird morgen unser Leben sein.“ Es wurde vermeldet, dass sie durch gut organisierte Arbeit und gewissenhafte Ausnutzung der Arbeitszeit ihr selbstgestelltes Ziel bereits am 10. Dezember erreichte.
Sie wurde als Initiatorin der Wettbewerbsbewegung unter der Losung „So wie wir heute arbeiten, werden wir morgen leben“ genannt, aber auch als Initiatorin der Wettbewerbsbewegung „Mehr, bessere und billigere Bedarfsgüter“ gefeiert. Auch von der Losung „Dem Volk mehr, bessere und billigere Textilien!“ wird berichtet. Ähnlich allerdings hatte sie sich in ihrem Aufruf geäußert.
Die Verpflichtung Frida Hockaufs wurde von der SED medienwirksam inszeniert und von der Partei- und Staatsführung als Ankündigung eines Wirtschaftswunders in der DDR durch den sozialistischen Wettbewerb benutzt, was in der Bundesrepublik zu Spottreaktionen führte.
Bereits 1954 erhielt die Aktivistin die Auszeichnung „Held der Arbeit“. Hockauf fand durch die Planübererfüllung allerdings nicht nur Zustimmung. So wurde sie beispielsweise als „Normbrecherin“ und „Arbeiterverräterin“ beschimpft und ihre Webstühle unterlagen teilweise Sabotage. Auch wurden ihr Vergünstigungen und Privilegien nachgesagt, die sie allerdings nie hatte.
In Zittau war zu Zeiten der DDR eine Straße nach ihr benannt, die Frida-Hockauf-Straße, die heute wieder Ziegelstraße heißt. Die einst auf dem Gelände des VEB Mechanische Weberei Zittau aufgestellte Frida-Hockauf-Büste ist mit dem Abriss des Werkes Mitte der 1990er Jahre verschwunden.

## Frida-Hockauf-Methode
Nach ihr ist die Frida-Hockauf-Methode benannt, eine in der DDR verwendete Arbeitsmethode zur Steigerung der Arbeitsproduktivität von Webmaschinen. Dabei wurden mehrere Webstühle zeitversetzt bedient, so dass geringere Stillstandszeiten auftraten.